# Zadora (Wappengemeinschaft)
Zadora bezeichnet ein polnisches Wappen, welches von verschiedenen Familien des polnischen Adels (Szlachta), insgesamt ca. 97 verschiedene Adelsgeschlechter, in der Zeit des Königreichs Polen und der polnisch-litauischen Union verwendet wurde.

## Namhafte Persönlichkeiten
Przedbor z Brzezia, Zbigniew z Brzezia, Przecław Lanckoroński, Stanisław Lanckoroński, Mikołaj Lanckoroński z Brzezia, Mykolas Kęsgaila, Stanislovas Kęsgaila.